# Selena Royle
Selena Royle (* 6. November 1904 in New York City; † 23. April 1983 in Guadalajara, Mexiko) war eine US-amerikanische Bühnen- und Filmschauspielerin.

## Leben
Selena Royle war die Tochter des Schriftstellers und Drehbuchautors Edward Milton Royle (1862–1942). Ihre Bühnenlaufbahn begann sie gegen den Widerstand der Eltern und debütierte in einem von ihrem Vater geschriebenen Stück, Launcelot and Elaine. In prominenten Rollen trat sie u. a. in den Stücken Peery Gynt (1923), She Stoops to Conquer (1924), Paradise (1927) und Napoleon (1928) auf. Während der Großen Depression von 1929 betrieb sie im Theaterviertel von New York City gemeinsam mit Elizabeth Beatty einen Actors Free Dinner Club, in dem arbeitslose Schauspieler kostenloses Essen erhielten, das von Kollegen, die unter Vertrag waren und Einkommen hatten, gesponsert wurde.
Als die Filmindustrie in Hollywood nach der Einführung des Tonfilms verzweifelt nach begabten Darstellern Ausschau hielt, die eine gute Sprechstimme besaßen, setzte Paramount Royle in einer Nebenrolle in der Komödie Missleading Lady (1932) ein, der an den Kinokassen jedoch keinen Erfolg hatte, sodass Royle beim Film zunächst keinen weiteren Versuch unternahm und zum Theater zurückkehrte. Dort erschien sie u. a. in den Stücken The Roof (1931), When Ladies Meet (1932), Days Without End (1934), Meet the Prince (1935) und The Prodigal Father (1937). Parallel begann sie eine Karriere beim Radio und trat dort in populären Serien wie Hilda Hope, M.D. und Kate Hopkins auf.
Während des Zweiten Weltkrieges schuf Royle die State Door Canteen, eine im Broadway-Viertel gelegene Kantine, in der durchreisende amerikanische Soldaten kostenlos verpflegt wurden. Diese Institution war so populär, dass Frank Borzage sie in seinem – später für zwei Oscars nominierten – Spielfilm Stage Door Canteen (1943) porträtierte.
Metro-Goldwyn-Mayer nahm Royle daraufhin unter einen mehrjährigen Vertrag, setzte sie aber meist in Nebenrollen ein. Da sie nach den Maßstäben Hollywoods als Leading Lady bereits zu alt war, wurde sie meist im Mutterfach eingesetzt, wo sie sich bald auf fürsorgliche, selbstlose, aufopferungsvolle Muttertypen festlegen ließ. Ihre größten Auftritte hatte Royle in dem Kriegsfilm The Sullivans (1944), in dem Familiendrama Main Street After Dark (1945) und in dem Familienfilm Lassie – Held auf vier Pfoten (1946).
1947 verließ sie MGM und arbeitete von nun für wechselnde Produktionsgesellschaften, weiterhin in meist kleinen Rollen. In William Wylers bemerkenswerter Henry-James-Verfilmung Die Erbin (1949) spielte sie z. B. die intelligente und mitfühlende, aber wenig einflussreiche Tante einer reichen jungen Frau (Olivia de Havilland), deren Vater all ihre Verehrer für Mitgiftjäger hält. Etwas größere Rollen spielte Royle lediglich in den Filmen The Romance of Rosy Ridge (1947), He Ran All the Way (1951) und dem heutigen Kult-Trash Science-Fiction-Film Robot Monster (1953).
In der McCarthy-Ära endete Royles Filmkarriere abrupt, als sie als Sympathisantin des Kommunismus gebrandmarkt wurde, sich aber weigerte, vor dem Komitee für unamerikanische Umtriebe auszusagen. Stattdessen erhob sie vor Gericht Klage gegen die Veteranenorganisation Amerikanische Legion, in deren berüchtigter Zeitschrift Red Channels ihr Name veröffentlicht worden war. Obwohl sie das Verfahren gewann, war ihr Image so sehr geschädigt, dass sie anschließend nur noch zweimal für Filmrollen engagiert wurde.
Selena Royle war ab 1932 in erster Ehe mit dem Schauspieler Earle Larrimore verheiratet, von dem sie 1942 geschieden wurde. Im Jahr 1948 heiratete sie den Schauspieler Georges Renavent, mit dem sie die USA nach Ende ihrer Filmlaufbahn verließ und nach Mexiko übersiedelte. Dort begann sie einen Salon zu führen, in welchem sich Maler, Schriftsteller und Komponisten trafen. Sie schrieb und veröffentlichte selbst mehrere Bücher und Kochbücher über Mexiko. 1969 starb ihr Ehemann.
Nach einer kurzen Krankheit verstarb Selena Royle 1983 mit 78 Jahren in Mexiko.

## Filmografie (Auswahl)
- 1932: The Misleading Lady
- 1943: Stage Door Canteen
- 1944: Fünf Helden (The Fighting Sullivans)
- 1944: Tagebuch einer Frau (Mrs. Parkington)
- 1944: Dreißig Sekunden über Tokio (Thirty Seconds Over Tokyo)
- 1945: Main Street After Dark
- 1946: The Harvey Girls
- 1946: Das Vermächtnis (The Green Years)
- 1946: Tag und Nacht denk’ ich an Dich (Night and Day)
- 1946: Till the End of Time
- 1946: Lassie – Held auf vier Pfoten (Courage of Lassie)
- 1947: The Romance of Rosie Ridge
- 1947: Liebe in Fesseln (Cass Timberlande)
- 1948: Summer Holiday
- 1948: Wirbel um Judy (A Date with Judy)
- 1948: Erbe des Henkers (Moonrise)
- 1948: Johanna von Orleans (Joan of Arc)
- 1949: Gefängnis ohne Gitter (Bad Boy)
- 1949: Mein Traum bist Du (My Dream Is Yours)
- 1949: Die Erbin (The Heiress)
- 1950: Im Solde des Satans (The Damned Don’t Cry)
- 1950: Von Katzen und Katern (The Big Hangover)
- 1950: Das Brandmal (Branded)
- 1951: Steckbrief 7-73 (He Ran All the Way)
- 1951: Come Fill the Cup
- 1953: Robot Monster
- 1955: Mord ist mein Geschäft (Murder Is My Beat)
- 1956–1959: Jung und Leidenschaftlich – Wie das Leben so spielt (As the World Turns, Fernsehserie, regelmäßige Rolle)